# DX (radio)

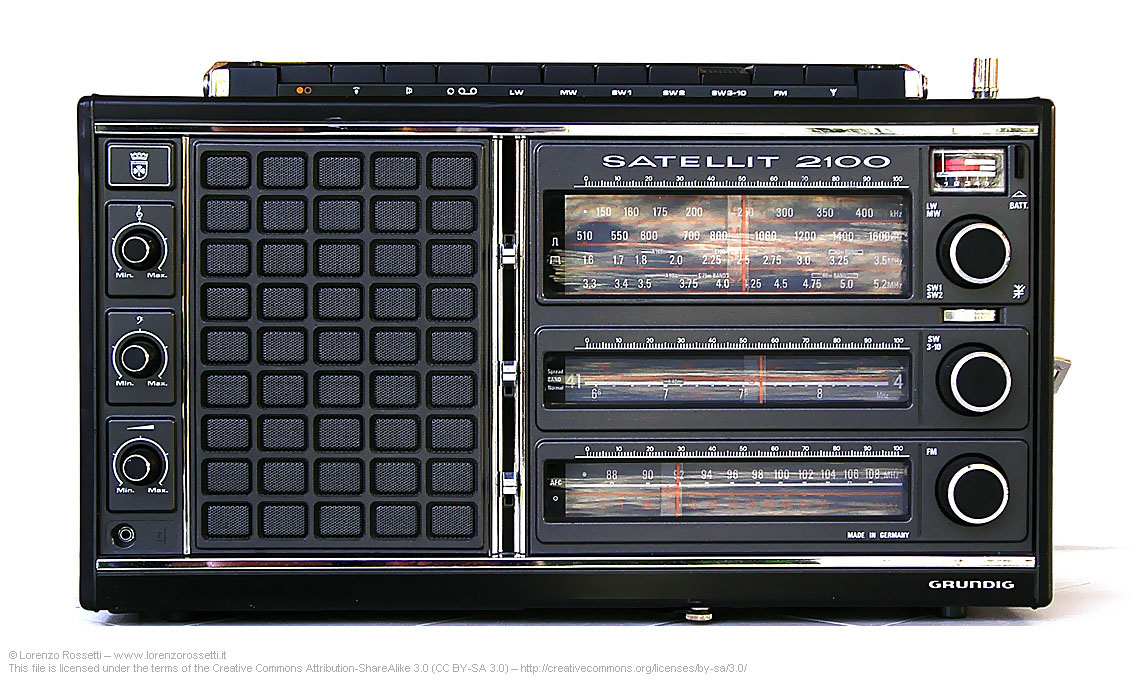
Radio-ontvanger

DX is een afkorting die gebruikt wordt in de radiocommunicatie, vooral bij de radioamateurs. Het betekent 'afstand' en komt van het Engelse distance. Ten onrechte wordt soms beweerd dat de X staat voor 'onbekend', maar dit is in feite een betekenisloze letter, zoals ook te zien is in de afkortingen TX (transmit) en RX (receive).
DX'en is een hobby, waarbij geprobeerd wordt radiosignalen van veraf gelegen plaatsen te ontvangen en te identificeren. Dit kan gebeuren door het beluisteren van een radiostation in een verre plaats of land, maar ook door rechtstreeks radiocontact te leggen met het veraf gelegen radiostation. Dit artikel gaat over deze hobby.
De definitie van 'ver' hangt in zekere zin af van de propagatiemethode van de gebruikte frequentie, en het door de zender gebruikte vermogen. Voor zenders in de VHF-band is 300 km bijvoorbeeld al een uitzonderlijk grote afstand, terwijl dit voor de HF-band een betrekkelijk korte afstand is. Daarnaast is het ook zo dat een kleine zender van minder dan een kilowatt vermogen gewoonlijk van veel minder makkelijk te ontvangen is dan een krachtige zender van een megawatt of meer.

## Luisteramateurs
De luisteramateur wil radiosignalen van liefst zo ver mogelijk ontvangen en de propagatieverschijnselen analyseren en rapporteren. Dit kunnen zowel signalen zijn van (commerciële) radiostations als van zendamateurs.

### HF (korte golf)
De HF-banden (ruwweg 2-30 MHz, ongeveer 10-150 meter) zijn uitermate geschikt voor ontvangst op lange afstanden. Dit komt doordat radiogolven met deze frequenties zich voornamelijk als ruimtegolf voortplanten, waarbij ze tegen de ionosfeer weerkaatsen en zo gebieden kunnen bereiken die ver achter de horizon liggen. Het ontvangen van signalen die duizenden kilometers ver weg liggen is daarbij geen uitzondering.
In de kortegolfbanden zijn vaak veel grote wereldomroepen te vinden. Deze zenders hebben vaak een groot zendvermogen en zijn vaak bedoeld voor een groot publiek verspreid over een groot gebied. De uitdaging van DX'ers is om deze zenders te kunnen ontvangen op plaatsen die ver buiten hun doelgebied liggen, zoals bijvoorbeeld in Noord-Europa een zender te ontvangen die voor Afrika bestemd is.
Zendamateurs maken ook gebruik van HF-frequenties voor communicatie op grote afstanden. Deze zenders hebben vaak een veel kleiner vermogen; in Nederland is maximaal 400 W toegestaan. Daardoor is het veel moeilijker om  grote afstanden te overbruggen.

### MF (middengolf)
Het MF-gebied (300 tot 3000 kHz) bevat hoofdzakelijk de middengolfband (531 tot 1602 kHz), die veel wordt gebruikt voor lokale en nationale omroepen. In tegenstelling tot bij de korte golf zijn internationale omroepen vrij zeldzaam. Daarom hebben deze zenders vaak een kleiner vermogen, en zijn krachtige zenders van een megawatt of meer relatief zeldzaam — de Nederlandse Radio 5 op 747 kHz had bijvoorbeeld een vermogen van 400 kW, Radio 538 op 891 kHz in Limburg slechts 20 kW. In de Verenigde Staten en Canada is zelfs niet meer dan 50 kW toegestaan, waardoor zenders vaak een vrij beperkt verspreidingsgebied hebben en een sterk lokaal karakter hebben.
MF-frequenties zijn minder geschikt voor langeafstandscommunicatie dan HF. Overdag is namelijk de D-laag in de ionosfeer aanwezig, die deze signalen absorbeert. Hierdoor is voortplanting als ruimtegolf over langere afstanden niet mogelijk, en gebeurt ontvangst uitsluitend via de grondgolf, die een bereik van enkele honderden kilometers heeft (langer naarmate de frequentie lager is). 's Nachts lost de D-laag echter op, waardoor ook voor MF-golven ontvangst via de ruimtegolf mogelijk wordt op meer dan duizend kilometer afstand. Hierdoor kunnen ook zenders gehoord worden van ver buiten hun verspreidingsgebied. In Nederland is het geen uitzondering dat 's nachts zenders uit Algerije, Roemenië en zelfs Saoedi-Arabië nog enigszins verstaanbare ontvangst hebben. Hierdoor is het probleem bij de middengolf in zekere zin omgekeerd: de moeilijkheid is niet dat zenders van veraf moeilijk te ontvangen zijn, maar dat er 's nachts zó veel zenders tegelijk gehoord worden dat ze de volledige middengolfband vullen en de zwakkere, verder weg gelegen stations volledig overstemmen.
In West-Europa en het oosten van Amerika is 's nachts ook trans-Atlantische ontvangst mogelijk in de middengolfband. Dit is in het algemeen makkelijker in Amerika dan in Europa, aangezien de Europese zenders meestal een veel groter vermogen hebben dan de 50 kW die in de VS en Canada maximaal is toegestaan. Desondanks kunnen, onder gunstige omstandigheden en met gevoelige radio's en antennes, langs de westelijke kustgebieden van Europa zenders van de oostkust van Noord-Amerika gehoord worden, en soms ook Zuid-Amerikaanse of Caribische zenders. Op het Amerikaanse continent wordt voor de middengolf een andere zenderindeling gebruikt dan in de rest van de wereld: zenders bevinden zich daar op frequenties die een veelvoud van 10 kHz zijn, terwijl dit in de rest van de wereld 9 kHz is. Daardoor is het mogelijk om met een gevoelige radio een Amerikaanse zender te ontvangen op een frequentie die precies tussen twee Europese zenders in ligt. De Canadese zender VOCM bijvoorbeeld, die vanuit St. John's in Newfoundland uitzendt op 590 kHz, valt precies tussen de Europese frequenties 585 en 594 kHz, waardoor deze relatief vrij van storing is.
MF-frequenties in het gebied van ongeveer 285 tot 525 kHz worden vaak gebruikt voor navigatiebakens (Non-directional beacons of NDBs). Deze bakens zenden met een zeer klein vermogen continu hun eigen identificatieletters in Morsecode uit. Door het geringe vermogen zijn deze zenders maar op kleine afstand te horen, met een gemiddelde radio meestal niet meer dan 100 km. Met een betere antenne en filtering-technologie kunnen de signalen van veel verder nog gehoord worden. Omdat de stations zichzelf voortdurend identificeren, en de identificatieletters met hun bijbehorende frequentie meestal makkelijk op te zoeken zijn, vormen navigatiebakens een interessant doelwit voor DX'ers.

### LF (lange golf)
De frequenties in het LF-gebied (onder 30–300 kHz) planten zich voornamelijk voort als grondgolf, die de kromming van de aarde volgt. Deze grondgolf heeft door de lage frequentie een groter bereik dan bij MF, waardoor zenders ook overdag honderden kilometers verder te horen zijn. In sommige delen van de wereld, waaronder Europa, wordt het LF-gebied gebruikt voor radio-omroepen (153–279 kHz) onder de naam lange golf, terwijl het in andere gebieden zoals Amerika voor andere doeleinden gebruikt wordt.
In het lagere deel van de LF-band, onder 150 kHz, bevinden zich ook enkele utiliteitszenders. Door hun lage frequentie zijn zenders in dit gebied op grote afstanden te horen maar hebben toch een vrij voorspelbare propagatie. Daarom bevinden zich in dit gebied onder andere zenders voor radioklokken.

### VHF (tv en FM)
De VHF-frequenties zijn de frequenties tussen 30 en 300 MHz, en worden gebruikt voor FM-omroepen (87.5 tot 108 MHz) en analoge tv. In principe zijn deze frequenties alleen te ontvangen als directe golf, wat wil zeggen dat ontvangst alleen mogelijk is in een rechte lijn tussen zender en ontvanger. Door de kromming van de aarde neemt vanaf een afstand van ongeveer 100 km de ontvangststerkte snel af, en vanaf 150–200 km is meestal geen ontvangst meer mogelijk omdat de radiogolven 'over het hoofd' de ruimte in schieten, al kan een hogere zendmast het effectieve bereik wel enigszins vergroten. Tv- en FM-zenders hebben daardoor een zeer beperkt ontvangstgebied, en omroepen die een groter gebied willen bestrijken moeten gebruikmaken van hulpstations. Ontvangst van zenders buiten het eigen land is meestal alleen mogelijk in het grensgebied, en ontvangst van overzeese zenders is alleen mogelijk in de kustgebieden als de landen dicht genoeg bij elkaar liggen.
Normaal gesproken vindt op de VHF-frequenties geen voortplanting plaats via de ruimtegolf; de golven zijn namelijk meestal in staat door de ionosfeer heen te dringen en gaan daardoor de ruimte in, in plaats van weerkaatst te worden. Op bepaalde uitzonderlijke momenten in de zomer als er zeer veel zonneactiviteit is, kan een bepaalde laag in de ionosfeer (de Es laag) zo sterk geïoniseerd raken dat deze ook VHF-golven kan reflecteren. Dit wordt sporadische-E propagatie genoemd. Tijdens sporadische-E openingen kunnen FM- en tv-zenders van ver buiten hun doelgebied ontvangen worden, zoals Spaanse of Italiaanse zenders in Nederland. In een heel uitzonderlijk geval zijn zelfs FM-zenders uit Amerika ontvangen in Groot-Brittannië.

## Zendamateurs
Een uitdaging voor veel zendamateurs is het maken van radioverbindingen met andere radioamateurs die zo ver mogelijk weg zijn: DX-stations. Net zoals bij de luisteramateurs wordt de verbinding meestal bevestigd met een QSL-kaart die naar het tegenstation gestuurd wordt. Er zijn meer dan 300 "DX-landen" in de wereld (entiteiten) die allemaal apart tellen voor het door velen begeerde DXCC-certificaat. DXCC: DX Century Club - een door de ARRL uitgegeven certificaat voor amateurs die kunnen aantonen (met ontvangen QSL-kaarten) dat ze met meer dan 100 verschillende entiteiten contact hebben gehad.

## QSL-kaarten

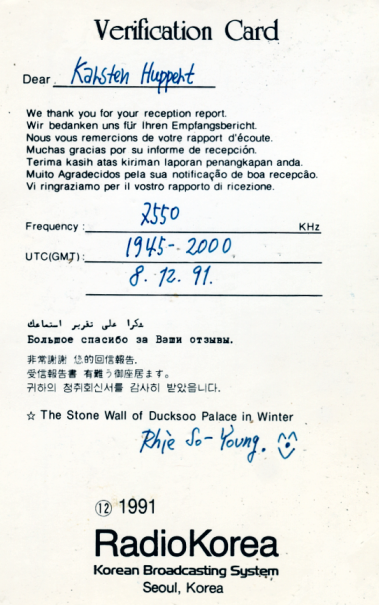
QSL-kaart van Radio Korea uit 1991

Veel DX'ers houden logboeken bij van de stations die ze gehoord hebben of waarmee ze zelf gecommuniceerd hebben. Daarbij is het extra interessant om een bevestiging van het gehoorde station zelf te hebben. Daarom sturen luisteramateurs vaak de gegevens over de gehoorde uitzending door naar het zendstation, met een verzoek om bevestiging dat het station inderdaad gehoord werd. Vroeger gebeurde dit nog vaak per post, tegenwoordig meer per e-mail. De rapportage gebeurt door middel van de SINPO- of RST-code. Veel omroepstations sturen als bevestiging een zogenaamde QSL-kaart terug, en ook zendamateurs hebben soms een eigen persoonlijke QSL-kaart of EQSL kaart (digitale vorm) Deze kaarten zijn bij DX'ers vaak geliefd als trofeeën van hun luisterwerk.

## Apparatuur
Voor het beluisteren van stations is in beginsel elke radio geschikt. Zelfs een eenvoudige FM-radio in een mp3-speler is al in staat verder weg gelegen stations te horen. Maar door de voortplantingsmogelijkheden van FM-frequenties is het bereik beperkt, en voor ontvangst op langere afstand is een radio met middengolfontvangst toch wel een minimum. Dit kan echter net zo goed een goedkope draagbare radio zijn, en ook draagbare radio/cd-spelers, wekkerradio's en autoradio's zijn geschikt voor de beginnende DX'er. Verreweg de meeste 'gewone' radio's die in de winkel te krijgen zijn beschikken alleen over FM en standaard AM via de middengolf, soms ook langegolf. Het is daarbij een pluspunt als de radio ook langegolf kan ontvangen, en al helemaal (doch voor doorsnee radio's zeldzaam) als ze ook beschikken over kortegolfbanden. Als ze al over kortegolf beschikken is dat meestal slechts voor de frequentiebanden die door omroepstations gebruikt worden; andere stations zoals amateurs en navigatiebakens zijn daarmee niet te ontvangen. Voor veel beginnende DX'ers die nog geen goede luisterapparatuur hebben is de hobby daardoor in het begin beperkt tot het beluisteren van de radio-omroep.
Voor de wat verder gevorderde DX'er zijn bovengenoemde apparaten meestal niet toereikend. De meeste goedkope radio's hebben alleen een afleesschaal, geen digitaal afleesvenster waarin de frequentie getalsmatig wordt weergegeven. Dit is voor het goed identificeren van stations zeker een noodzaak. Daarnaast is het ook geen overbodige luxe om te kunnen afstemmen over het gehele LF, MF en HF-bereik, wat bij de meeste radio's aan één stuk doorloopt van 150 tot 30000 kHz. Goedkopere kortegolfradio's kunnen dit niet, de wat duurdere meestal wel. Ook zijn goedkope radio's niet altijd even gevoelig, waardoor zwakke stations niet goed doorkomen. Sommige DX'ers richten daarom hun eigen antennes op, om zodoende de ontvangst van zwakkere signalen mogelijk te maken. Daarnaast is ook de selectiviteit van deze radio's vaak minder, waardoor ze niet in staat zijn de verschillende zenders goed van elkaar te scheiden als er veel zenders op elkaar gepakt in een klein frequentiebereik zitten. Dit maakt het moeilijk een zwakke zender goed te isoleren van de rest, omdat ze elkaar dan storen of allemaal door elkaar gehoord worden. Uiteindelijk geldt het principe: de prijs bepaalt de kwaliteit.
De meeste goedkopere radio's, zelfs als ze beschikken over het volledige AM-bereik, kunnen alleen normale AM-zenders goed horen. Zendamateurs, weerstations en andere gebruikers van het radiospectrum gebruiken allerlei andere modulatietechnieken zoals continuous wave (CW, voor Morsecode), enkelzijbandmodulatie (SSB), en ook RTTY en PSK31 voor het versturen van tekst en digitale informatie. Voor het horen van stations die in CW of SSB uitzenden is een radio met een speciale SSB-modus nodig; deze zijn echter vaak aanzienlijk duurder. Voor het decoderen van digitale informatie is een computer vereist, die dan aangesloten wordt op de radio. Sommigen schaffen radio's van professionele kwaliteit aan, waarbij de prijzen in de enkele honderden tot zelfs duizenden euro's lopen.
Sinds een paar jaar is de DX hobby enorm veranderd met de komst van de zogenaamde SDR (software defined radio). Voor 100 tot 200 euro zijn er nu ontvangers te koop die via een USB kabel aan een gewone PC of laptop te koppelen zijn en prestaties leveren die kunnen concurreren met dure communicatieontvangers van 20 jaar terug. Sterker nog, deze SDR ontvangers zijn in staat om hele banden op te nemen wanneer er goede ontvangstcondities zijn zodat men achteraf kan analyseren wat er op zo'n moment allemaal binnenkwam. Uitstekende software om deze ontvangers te opereren is als freeware voor handen (bijv. HDSDR), en er is ook voldoende freeware beschikbaar om allerlei digitale signalen die op korte golf worden uitgezonden te decoderen. Voor nog eens een paar tientjes zijn er loop antennes te koop die goed kunnen omgaan met de hoge storingsniveaus in onze moderne samenleving. Daarmee is de DX hobby misschien wel toegankelijker dan ooit geworden.